# Бродки (Волынская область)
Бродки (укр. Брідки) — село в Старовыжевской поселковой общине Ковельского района Волынской области Украины.
До 2020 года входило в Старовыжевский район.
Код КОАТУУ — 0725055101. Население по переписи 2001 года составляет 377 человек. Почтовый индекс — 44400. Телефонный код — 3346. Занимает площадь 1,432 км².